# Katar na Letních olympijských hrách 2000
Katar se účastnil Letní olympiády 2000. Zastupovalo ho 17 sportovců (17 mužů a žen 0) v 5 sportech.

## Medailisté
| Medaile | Jméno           | Sport    | Soutěž         |
| ------- | --------------- | -------- | -------------- |
| Bronz   | Asaad Said Saif | Vzpírání | muži do 105 kg |